# UFC Fight Night: Maia vs. Usman
UFC Fight Night: Maia vs. Usman（ユーエフシー・ファイトナイト：マイア・バーサス・ウスマン、別名UFC Fight Night 129）は、アメリカ合衆国の総合格闘技団体「UFC」の大会の一つ。2018年5月19日、チリ・サンティアゴのモビスター・アリーナで開催された。

## 大会概要
UFC初のチリでの開催となった本大会ではデミアン・マイアとカマル・ウスマンによるウェルター級戦が組まれた。

## 試合結果

### アーリープレリム
第1試合 ライト級 5分3R
○  クラウディオ・プエレス vs.  フェリペ・シウバ ×
3R 2:23 膝十字固め
第2試合 バンタム級 5分3R
○  フランキー・サエンズ vs.  エンリー・ブリオネス ×
3R終了 判定3-0（30-27、30-27、30-26）
第3試合 フェザー級 5分3R
○  エンリケ・バルソラ vs.  ブランドン・デイビス ×
3R終了 判定3-0（30-27、30-26、30-26）

### プレリミナリーカード
第4試合 フェザー級 5分3R
○  ガブリエル・ベニテス vs.  ウンベルト・バンデナイ ×
1R 0:39 KO（スラム→パウンド）
第5試合 女子ストロー級 5分3R
○  ポリアナ・ボテーリョ vs.  近藤朱里 ×
1R 0:33 TKO（左ミドルキック→パウンド）
第6試合 フライ級 5分3R
○  アレッシャンドリ・パントージャ vs.  ブランドン・モレノ ×
3R終了 判定3-0（30-26、30-26、30-27）
第7試合 ウェルター級 5分3R
○  ミシェウ・プラゼレス vs.  ザック・カミングス ×
3R終了 判定2-1（29-28、28-29、29-28）

### メインカード
第8試合 ウェルター級 5分3R
○  ビセンテ・ルケ vs.   チャド・ラプリーズ ×
1R 4:16 KO（左フック→パウンド）
第9試合 女子フライ級 5分3R
○  アンドレア・リー vs.  ヴェロニカ・マセド ×
3R終了 判定3-0（30-27、30-27、30-27）
第10試合 バンタム級 5分3R
○  グイド・カネッティ vs.  ディエゴ・リバス ×
3R終了 判定3-0（29-28、29-28、29-28）
第11試合 ライトヘビー級 5分3R
○  ドミニク・レイエス vs.  ジャレッド・キャノニア ×
1R 2:55 TKO（左アッパー）
第12試合 女子ストロー級 5分3R
○  タチアナ・スアレス vs.  アレクサ・グラッソ ×
1R 2:44 リアネイキッドチョーク
第13試合 ウェルター級 5分5R
○  カマル・ウスマン vs.  デミアン・マイア ×
5R終了 判定3-0（50-45、49-46、49-46）

### 各賞
ファイト・オブ・ザ・ナイト： アンドレア・リー vs. ヴェロニカ・マセド
パフォーマンス・オブ・ザ・ナイト： ガブリエル・ベニテス、クラウディオ・プエレス
各選手にはボーナスとして5万ドルが授与された。

### カード変更
負傷などによるカードの変更は以下の通り。